# Monale
Monale, (Monal o Monà en piemontès) és un municipi situat al territori de la província d'Asti, a la regió del Piemont (Itàlia).
Limita amb els municipis d'Asti, Baldichieri d'Asti, Castellero, Cinaglio, Cortandone, Maretto i Villafranca d'Asti.
Pertanyen al municipi les frazioni de Salesina, San Carlo, Valle Brina i Roja.

## Galeria fotogràfica

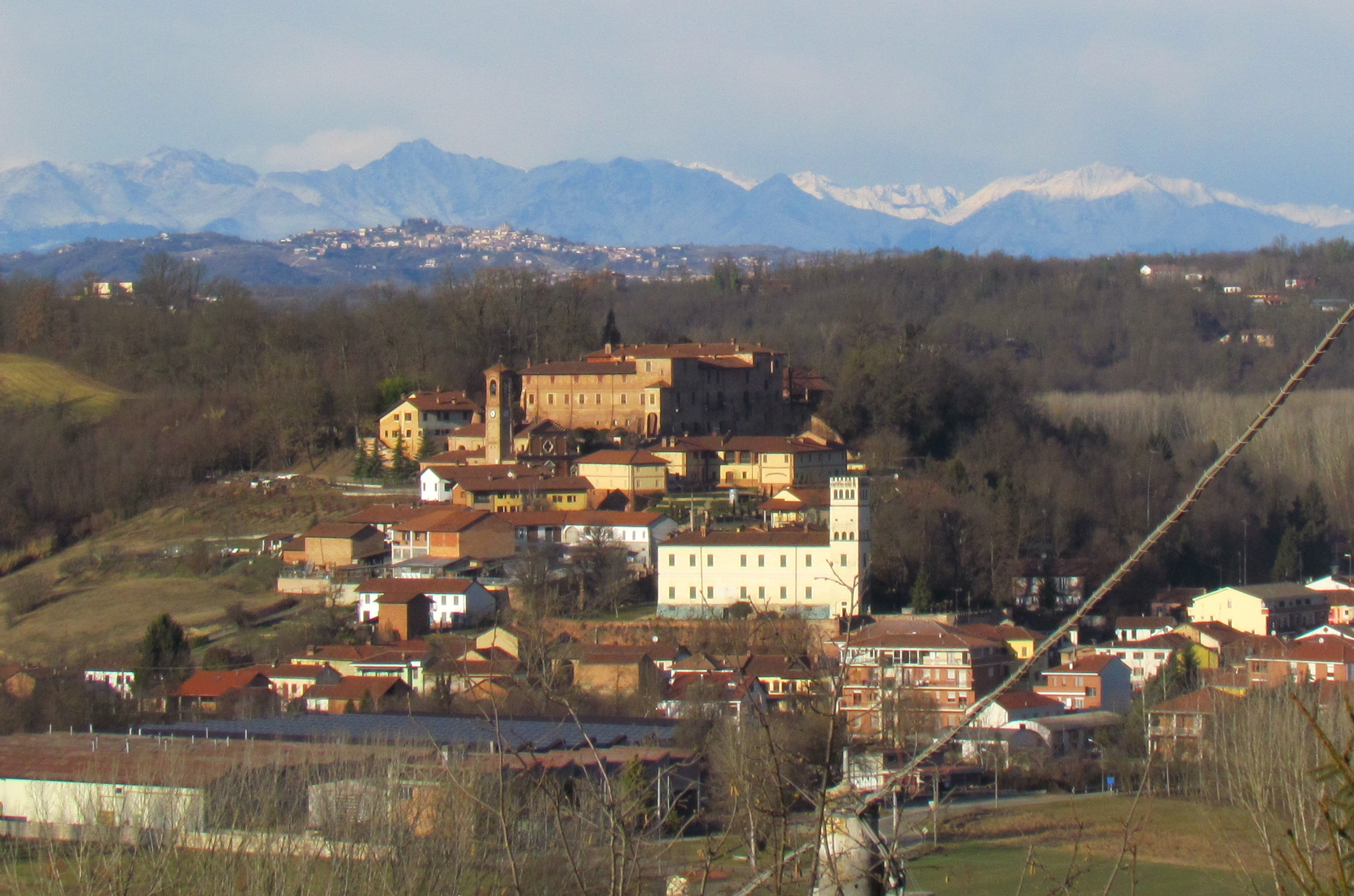
Vista del poble
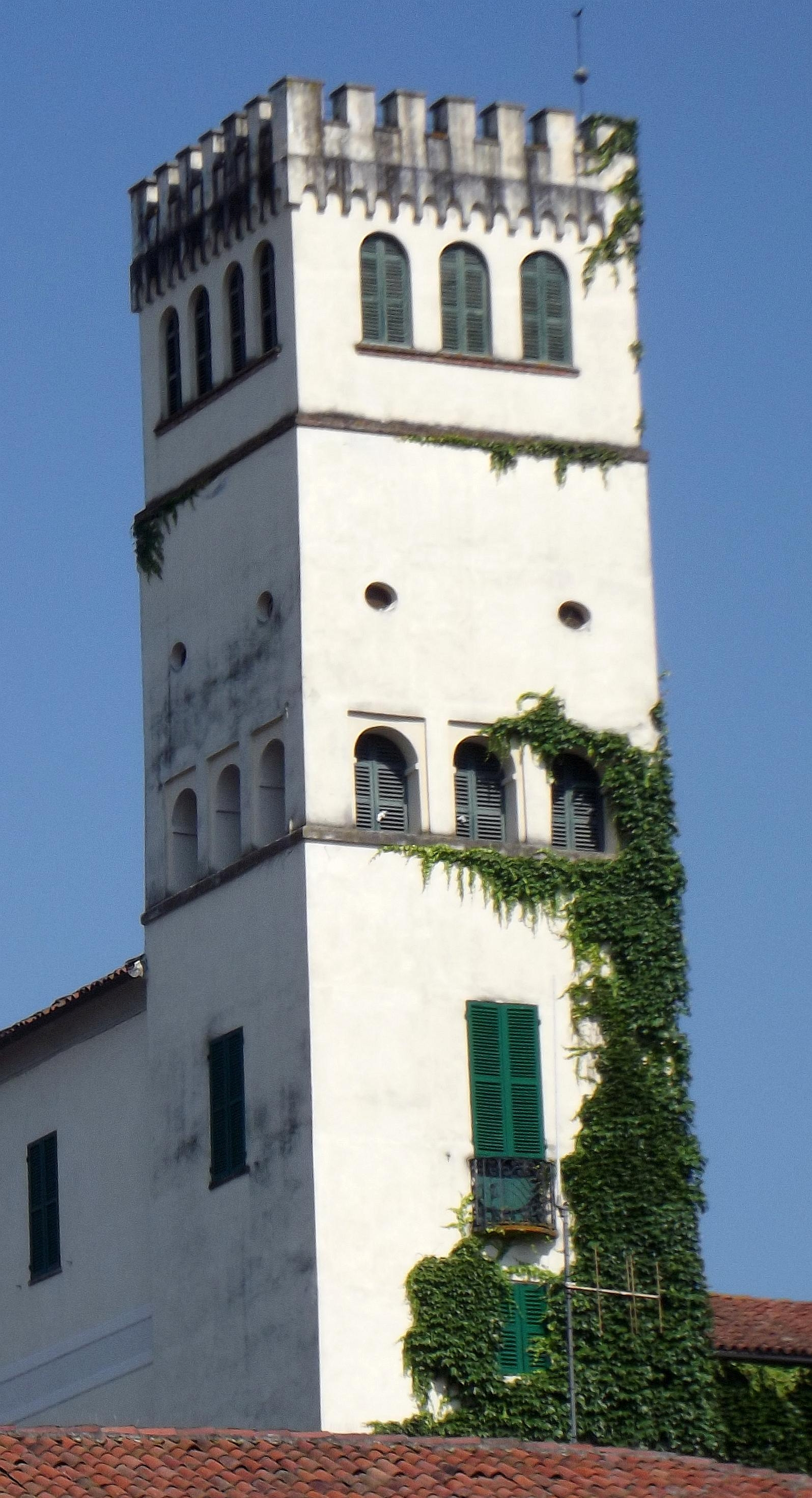
Torre de la bastita
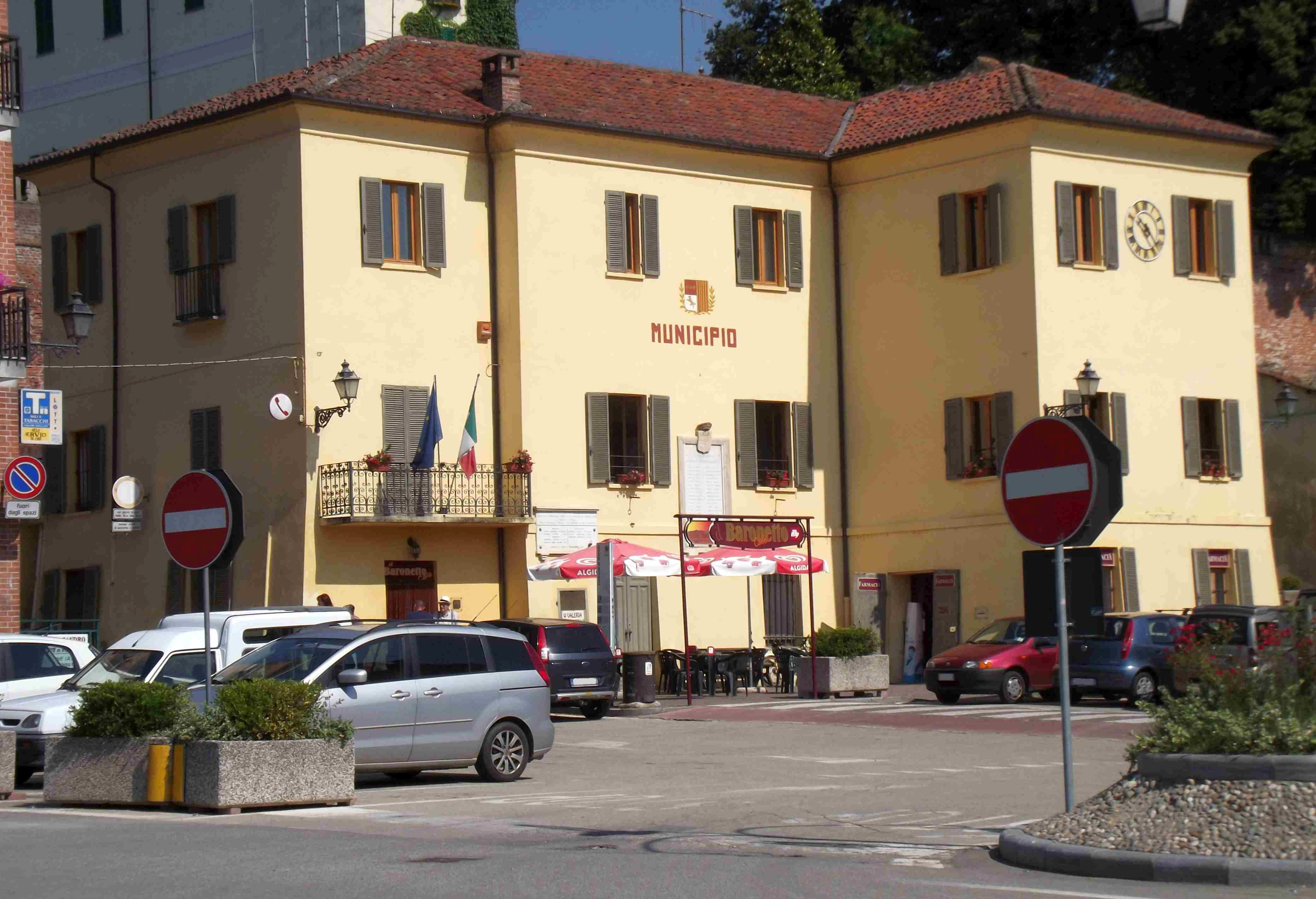
Ajuntament